# いしかりライナー
いしかりライナーとは、北海道旅客鉄道（JR北海道）がかつて函館本線で運行していた快速列車である。正確には「区間快速（英文種別はSemi Rapid）」である。

## 運行概況

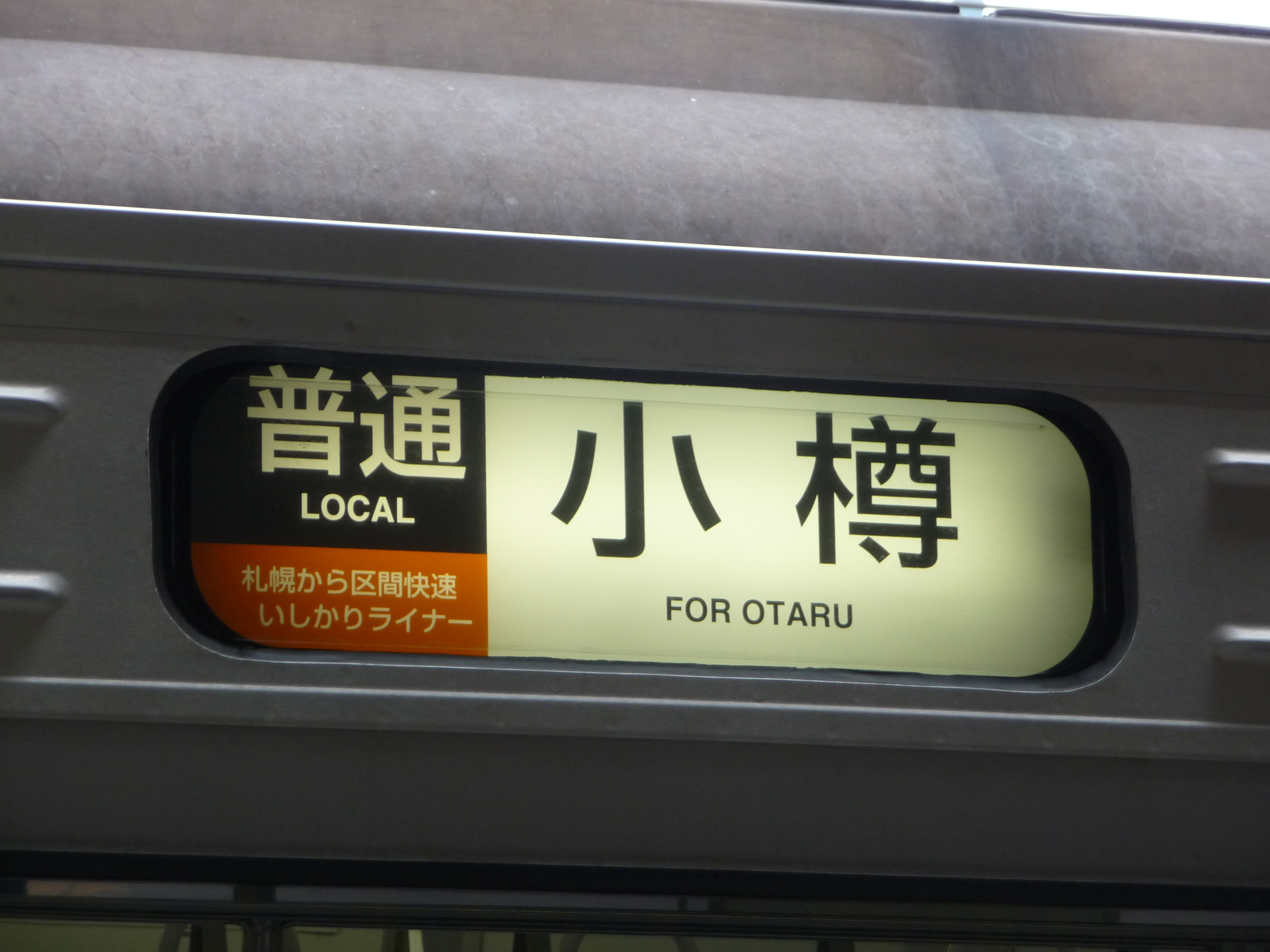
方向幕は、
「区間快速 / 札幌から普通」
「普通 / 札幌から区間快速」
「区間快速 / 手稲から普通」
などと表示される。普通部分は黒、区間快速部分は橙色。

快速「エアポート」とともに、札幌圏の快速運転を構成していた。小樽駅 - 札幌駅間では、日中は快速「エアポート」と区間快速「いしかりライナー」がそれぞれ1時間に2本運転されていた。

### 運行区間
快速の運行区間は手稲駅 - 札幌駅間、または札幌駅 - 江別駅の2パターンが存在していた。快速運転しない区間は各駅に停車し、普通列車として案内された。
1. 手稲駅 - 札幌駅間を快速運転する列車。札幌近郊路線図で用いられた記号は■「C」[1]。
  - 快速運転区間の停車駅：手稲駅 - 琴似駅 - 札幌駅
  - 運行区間は小樽駅 - 札幌駅・江別駅・岩見沢駅間（2012年10月27日現在）
  - 列車番号：3400番台にM（電車）またはD（気動車）を末尾に付す。上り：3420M - 3460M、下り：3421M - 3457M｡
2. 札幌駅 - 江別駅間を快速運転する列車。札幌近郊路線図で用いられた記号は■「D」[1]。
  - 快速の運行区間の停車駅：札幌駅 - 白石駅 - 大麻駅 - 野幌駅 - 江別駅
  - 運行区間は小樽駅・ほしみ駅・手稲駅・札幌駅 - 江別駅・岩見沢駅間（2012年10月27日現在）
  - 列車番号：3100・3200番台にM（電車）またはD（気動車）を末尾に付す。上り：120M、下り：121Mから始まる函館本線の普通列車の通し番号に3000を加えた列車番号であった。

かつては手稲駅 - 札幌駅 - 江別駅間を通しで快速運転を行う列車が主であったが、2007年（平成19年）10月1日のダイヤ改正をもって廃止された。2007年（平成19年）10月1日のダイヤ改正まで、上記2パターンの列車は一部の列車に存在した。
一部時間帯には、札幌発江別行きなど快速運転区間のみを運転する（全区間快速運転）列車も設定されていたが、これも区間快速として運行された。
2000年（平成12年）3月から短期間だが、新千歳空港駅 - 札幌駅間を快速「エアポート」として、札幌駅からは快速「いしかりライナー」として手稲駅まで快速運転し、手稲駅 - 小樽駅間は各駅に停車する列車が存在した。
2007年（平成19年）10月1日改正前までは、小樽駅 - 千歳駅間の運転で、手稲駅 - 札幌駅間のみを快速運転し、札幌駅で列車番号を変更して千歳線と直通する列車も存在した。

### 使用車両

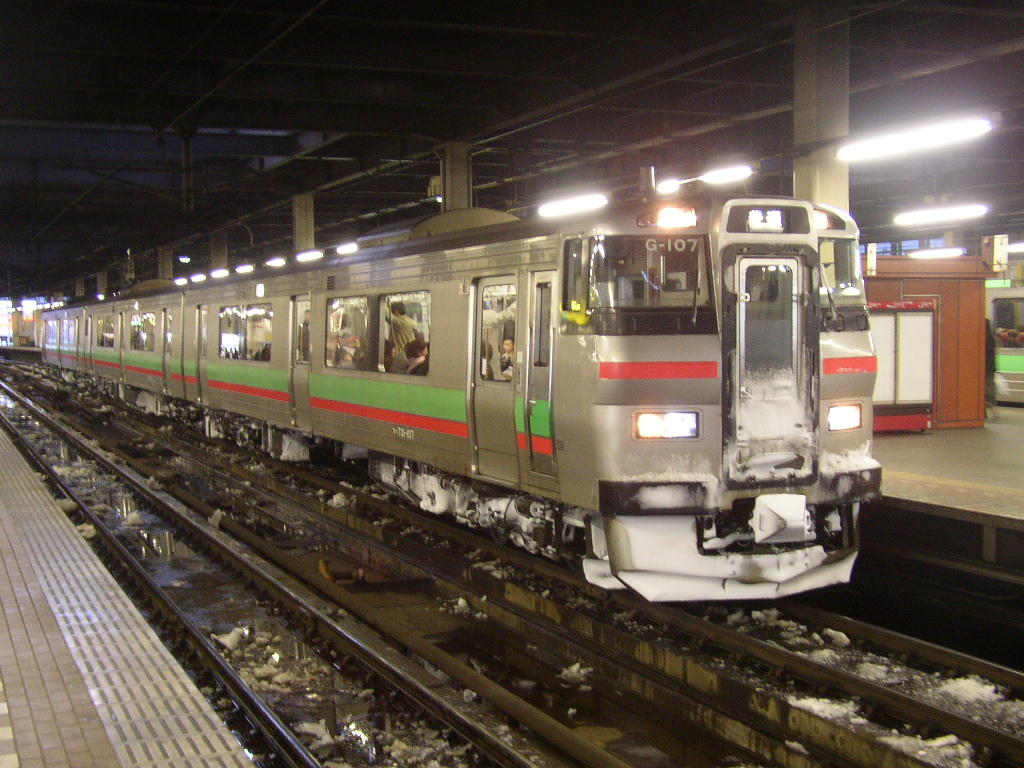
731系電車

札幌運転所所属の721系・731系・733系・735系の各電車、および、苗穂運転所所属の201系気動車が使用され、3両または6両編成で運用する。このうち、721系・731系・733系・735系は共通運用となっている。かつては731系電車 + 201系気動車の協調運転による6両編成で運転される列車も存在した。

#### 過去の使用車両
2015年（平成27年）3月14日までは、札幌運転所所属の711系電車も使用されていた（時刻・列車番号は2012年3月17日改正時点）。充当されたのは3258M列車（岩見沢19:36発→小樽21:13着、江別駅 - 札幌駅間を快速運転）のみで、2編成を併結した6両編成で運用された。

## 歴史
- 1972年（昭和47年）から1978年（昭和53年）にかけて、札幌駅 - 岩見沢駅間に711系電車・気動車を使用した快速列車が運転されていた。当時の快速列車の停車駅は白石駅・厚別駅・大麻駅・野幌駅・江別駅であった。さらに白石駅・厚別駅も通過する特別快速も運転されていたが、それらの快速列車・特別快速列車は1978年10月にすべて普通列車に変更された。
- 1988年（昭和63年）11月3日：快速「いしかりライナー」運行開始。711系電車・721系電車を使用。
  - 当時の快速運転区間は札幌駅 - 江別駅。ただし江別駅発着の列車は2000年3月11日の改正まで設定されず、岩見沢駅・滝川駅・旭川駅のいずれかまで運転されていた。
  - 手稲・小樽方面へ直通する列車については、札幌駅以西では各駅停車となっていた。
- 1996年（平成8年）12月24日：731系電車が営業運転開始。
- 1997年（平成9年）3月22日：201系気動車が営業運転開始。
- 1998年（平成10年）12月8日：この日限りで「いしかりライナー」ヘッドマークの掲出を終了。
- 2000年（平成12年）3月11日：「いしかりライナー」の快速運転区間を手稲駅 - 江別駅間に拡大し、「マリンライナー」の一部を組み入れる。
- 2001年（平成13年）7月1日：種別名称を快速から区間快速へ変更（運転体系の変更はなし）[2]。
- 2007年（平成19年）10月1日：この日のダイヤ改正により手稲駅 - 江別駅間を快速運転する列車が廃止され、快速運転区間は手稲駅 - 札幌駅間、または札幌駅 - 江別駅間のいずれかに集約される。札幌駅 - 江別駅間を快速運転する列車については白石駅にも停車するようになる[3]。
- 2009年（平成21年）10月1日：18時台・19時台の札幌発江別行き「いしかりライナー」を減便（普通列車に格下げ）[4]。
- 2010年（平成22年）12月4日：ダイヤ改正により札幌駅発17時台以降の札幌駅 - 江別駅間を快速運転する列車を全て普通列車に変更する（事実上の減便）[5]。これにより改正前まで下り1本のみ設定されていた滝川駅発着列車が消滅する。
- 2012年（平成24年）
  - 5月1日：735系電車が営業運転開始[6]。
  - 6月1日：733系電車（0番台、3両編成）が営業運転開始[7][8]。
  - 10月27日：この日のダイヤ改正により、改正前までは札幌駅 - 江別駅間を快速運転する列車1往復2本のみの充当であった201系気動車による本系列列車が3往復6本に増え、手稲駅 - 札幌駅間を快速運転する列車にも投入される。また、電車列車との通しの列車番号に改められる[9][10]。
- 2014年（平成26年）7月19日：733系電車（3000番台、6両編成）が営業運転開始[11][12]。
- 2015年（平成27年）3月14日：同日のダイヤ改正で、711系電車の営業運転を終了[13][14]。
- 2020年（令和2年）3月14日：通過駅の利用客増加を踏まえ、全列車が普通列車となり[15][16]、運転終了。